# (33601) 1999 JO51
1999 JO51 (asteroide 33601) é um asteroide da cintura principal. Possui uma excentricidade de 0.11821240 e uma inclinação de 9.57214º.
Este asteroide foi descoberto no dia 10 de maio de 1999 por LINEAR em Socorro.